# Médaille Elliott-Coues
La médaille Elliott-Coues est attribuée par l’American Ornithological Society depuis 1972. Nommée en l'honneur d'Elliott Coues (1842-1899), elle récompense les contributions exceptionnelles et innovantes à la recherche ornithologique.

## Liste des lauréats
- 1972 : Alexander Wetmore (1886-1978).
- 1972 : Nikolaas Tinbergen (1907-1988).
- 1973 : John T. Emlen Jr..
- 1974 : Robert H. MacArthur.
- 1975 : Richard F. Johnston et Robert K. Selander.
- 1975 : Walter J. Bock.
- 1976 : Marler, P. pour Variation in the song of the Chaffinch.
- 1977 : Jean Théodore Delacour (1890-1985) et Ernst Mayr (1904-2005).
- 1978 : Joseph J. Hickey.
- 1979 : Pas de lauréats.
- 1980 : Nicholas E. Collias et Elsie C. Collias.
- 1981 : Amos Ar, Charles Paganelli et Hermann Rahn.
- 1982 : Pas de lauréats.
- 1983 : Masakazu Konishi.
- 1984 : Thomas J. Cade.
- 1985 : Thomas R. Howell.
- 1986 : Fernando Nottebohm.
- 1987 : John C. Wingfield.
- 1988 : Ralph W. Schreiber.
- 1989 : Peter Berthold.
- 1990 : Pas de lauréats.
- 1991 : John A. Wiens.
- 1992 : Frances C. James.
- 1993 : Joel L. Cracraft.
- 1994 : Wolfgang Wiltschko.
- 1995 : Ian Newton.
- 1996 : Ellen D. Ketterson.
- 1997 : Chandler S. Robbins.
- 1998 : Jared M. Diamond (1937-).
- 1999 : Sir John R. Krebs.
- 2000 : Thomas E. Martin.
- 2001 : Raymond A. Paynter, Jr. et Melvin A. Traylor, Jr..
- 2002 : Jeffrey R. Walters.
- 2003 : Donald E. Kroodsma.
- 2004 : Jared Verner.
- 2005 : Nicholas B. Davies.
- 2006 : Sievert A. Rohwer
- 2007 : Keith A. Hobson
- 2008 : P. Dee Boersma
- 2009 : Charles R. Brown et Mary Bomberger Brown
- 2010 : Robert Montgomerie
- 2011 : Timothy Birkhead
- 2012 : F. Gary Stiles
- 2013 : Russell Greenberg
- 2014 : Staffan Bensch
- 2015 : Scott Edwards
- 2016 : Michael Sorenson
- 2017 : Kevin J. McGraw
- 2018 : Peter P. Marra
- 2019 : Linda Whittingham et Peter Dunn
- 2020 : André Dhondt et Tom Smith
- 2021 : Peter Arcese et Bruce Beehler
- 2022 : Bruce Lyon et Bridget Stutchbury
- 2023 : Gregory F. Ball et Jacques Balthazart
- 2024 : Rebecca T. Kimball